# Trönö
Trönö är ett samhälle i Söderhamns kommun i Gävleborgs län och kyrkbyn i Trönö socken. Trönö omfattar bebyggelse omkring Trönö nya kyrka, belägen i en dalsänka vid Trönöån och där namnet Trönö ofta avser hela bebyggelsen utmed dalsänkan österut till gamla kyrkan.
Trönö nya kyrka som byggdes 1895 eldhärjades 1998 och en ny kyrka har uppförts i ruinerna av den gamla.
Den gamla prästgården, Söderblomsgården, barndomshem åt såväl ärkebiskop Nathan Söderblom som överbefälhavare Olof Thörnell, fungerar som hembygdsgård och museum. Den ligger vid Trönö gamla kyrka. Cirka 12 000 personer besöker Söderblomsgården och Trönö gamla kyrka under sommarhalvåret.

## Administrativ historik
Vid den första avgränsningen av småorter av SCB år 1990 fanns i Trönö socken tre småorter.
- Trönö, bebyggelsen kring Trönö nya kyrka
- Trönö och Långbro, bebyggelsen kring Trönö gamla kyrka
- Del av Vi och Högsten, bebyggelsen kring Vi och Högsten strax väster om Trönö

Vid efterföljande småortsavgränsningar år 1995-2010 kvarstod endast Trönö med bebyggelse kring nya kyrkan. Vid tätortsavgränsningen år 2015 använde SCB en delvis annan metod vilket innebar att Trönö blev klassad som tätort.
Vid avgränsningen 2018 var bebyggelsen inte längre sammanhållen då avstånd mellan några av husen blivit för stort och Trönö klassades åter som en småort, liksom bebyggelsen i Högsten. Vid avgränsningen 2023 var de åter sammanvuxna och den sammanvuxna bebyggelsen klassades som tätort.

### Befolkningsutveckling
| Befolkningsutvecklingen i Trönö 1990–2015                                                   | Befolkningsutvecklingen i Trönö 1990–2015 | Befolkningsutvecklingen i Trönö 1990–2015 | Befolkningsutvecklingen i Trönö 1990–2015 | Befolkningsutvecklingen i Trönö 1990–2015 |
| ------------------------------------------------------------------------------------------- | ----------------------------------------- | ----------------------------------------- | ----------------------------------------- | ----------------------------------------- |
|                                                                                             |                                           |                                           |                                           |                                           |
| År                                                                                          |                                           |                                           | Folkmängd                                 | Areal (ha)                                |
| 1990                                                                                        | 1990                                      |                                           | 169                                       | 38#                                       |
| 1995                                                                                        | 1995                                      |                                           | 157                                       | 35#                                       |
| 2000                                                                                        | 2000                                      |                                           | 159                                       | 35#                                       |
| 2005                                                                                        | 2005                                      |                                           | 161                                       | 35#                                       |
| 2010                                                                                        | 2010                                      |                                           | 158                                       | 35#                                       |
| 2015                                                                                        | 2015                                      |                                           | 215                                       | 83                                        |
| Anm.: Ny småort 1990, tätort 2015, upphört som tätort 2018, åter tätort 2023. # Som småort. |                                           |                                           |                                           |                                           |

## Samhället
I Trönö finns en livsmedelsbutik samt en skola med cirka 100 elever från förskoleklass till årskurs 6. I Trönö finns också ett lokalt brandvärn som kompletterar den kommunala räddningstjänsten genom att kunna vara snabbt på plats. 

## Evenemang
Under några sommarveckor framförs ungefär vartannat år Söderblomspelet i Trönö på tunet vid Söderblomsgården. Det är en sommarteater om ärkesbiskop Nathan Söderbloms liv.
Söderblomspelet fick år 1996 Söderhamns kommuns kulturpris.
I ortens IOGT-NTO-lokal finns en biograf av okänt datum. Biografen, som återöppnades 2004 efter att ha varit stängd sedan 1965, ger ungefär en filmvisning i månaden samt arrangerar en årlig stumfilmsfestival i juli. Vid sidan om den moderna utrustningen finns på biografen kvar den ursprungliga projektorn från tidigt 1910-tal, vilken ännu är funktionsduglig.
I början av maj varje år är IOGT-gården hemvist för Trönö Rockabilly Revue, en rockabillykväll som drar ca 400 besökare till byn. Trönö Idrottsklubb arrangerar flera evenemang, bl.a. under midsommar med kända artister. Festligheterna brukar locka 1000-tals besökare.